# Copa gambiana de futbol
La Copa gambiana de futbol (Gambian Cup) és la màxima competició futbolística per eliminatòries a Gàmbia.
El campió es classifica per la supercopa gambiana de futbol i per la Copa Confederació de la CAF.

## Historial
Font:

### Abans de la independència
| Temporada | Campió          | Resultat      | Finalista       |
| --------- | --------------- | ------------- | --------------- |
| 1952      | Gambia United   | 2-1           | Augustinians FC |
| 1953-54   | Police          |               |                 |
| 1954-55   | UAC             |               |                 |
| 1955-56   | White Phantoms  |               |                 |
| 1956-57   | Rainbow         |               |                 |
| 1957-58   | White Phantoms  |               |                 |
| 1958-59   | Black Diamonds  |               |                 |
| 1959-60   | White Phantoms  | 5-0           | Gambia United   |
| 1960-61   | White Phantoms  |               |                 |
| 1961-62   | Augustinians FC |               |                 |
| 1962-63   | White Phantoms  |               |                 |
| 1963-64   | White Phantoms  |               |                 |
| 1964-65   | No es disputà   | No es disputà | No es disputà   |

### Després de la independència
| Temporada | Campió                     | Resultat                | Finalista                 |
| --------- | -------------------------- | ----------------------- | ------------------------- |
| 1965-66   | Arrance (1)                |                         |                           |
| 1966-67   | Arrance (2)                |                         |                           |
| 1967-68   | Augustinians FC (1)        |                         |                           |
| 1968-69   | Real de Banjul (1)         | 2-1                     | Young Lions               |
| 1969-70   | Real de Banjul (2)         | 2-1                     | White Phantoms            |
| 1970-71   | Wallidan (1)               |                         |                           |
| 1971-72   | Wallidan (2)               |                         |                           |
| 1972-73   | Wallidan (3)               |                         |                           |
| 1973-74   | Wallidan (4)               |                         |                           |
| 1974-75   | Gambia Ports Authority (1) | venç                    | Real Banjul               |
| 1975-76   | Wallidan (5)               |                         |                           |
| 1976-77   | Wallidan (6)               |                         |                           |
| 1977-78   | Wallidan (7)               |                         |                           |
| 1978-79   | Dingareh (1)               |                         |                           |
| 1979-80   | Gambia Ports Authority (2) | venç                    | Real Banjul               |
| 1980-81   | Wallidan (8)               |                         |                           |
| 1981-82   | Starlight Banjul (1)       |                         |                           |
| 1982-83   | Hawks (1)                  |                         |                           |
| 1983-84   | Wallidan (9)               |                         |                           |
| 1984-85   | Starlight Banjul (2)       |                         |                           |
| 1985-86   | Wallidan (10)              |                         |                           |
| 1986-87   | Wallidan (11)              | 5-1                     | Hawks                     |
| 1987-88   | Wallidan (12)              |                         |                           |
| 1988-89   | No es disputà              | No es disputà           | No es disputà             |
| 1989-90   | No es disputà              | No es disputà           | No es disputà             |
| 1990-91   | No es disputà              | No es disputà           | No es disputà             |
| 1991-92   | Wallidan (13)              | venç                    | Peak Marwich              |
| 1992-93   | Wallidan (14)              | 2-1                     | Real de Banjul            |
| 1993-94   | Wallidan (15)              |                         |                           |
| 1994-95   | Mass Sosseh (1)            | venç                    | Steve Biko                |
| 1995-96   | Hawks (2)                  |                         |                           |
| 1996-97   | Real de Banjul (3)         | 1-0                     | Hawks                     |
| 1997-98   | Wallidan (16)              | 1-1, 1-1 (prò.) (4-3 p) | Gambia Ports Authority    |
| 1998-99   | Wallidan (17)              | 1-1 (prò.) (4-3 p)      | Mass Sosseh               |
| 1999-00   | Steve Biko (1)             | 1-1 (prò.) (4-2 p)      | Wallidan                  |
| 2000-01   | Wallidan (18)              | 3-0                     | Blackpool Serrekunda East |
| 2001-02   | Wallidan (19)              | 1-0                     | Real de Banjul            |
| 2002-03   | Wallidan (20)              | 1-0                     | Hawks                     |
| 2003-04   | Wallidan (21)              | 1-1 (prò.) (9-8 p)      | Armed Forces              |
| 2004-05   | Bakau United (1)           | 4-1 (prò.)              | Wallidan                  |
| 2005-06   | Hawks (3)                  | 3-0                     | Steve Biko FC             |
| 2006-07   | Gambia Ports Authority (3) | 1-0                     | Hawks                     |
| 2007-08   | Wallidan (22)              | 2-2 (prò.) (4-2 p)      | Samger                    |
| 2008-09   | Young Africans (1)         | 0-0 (prò.) (3-1 p)      | GAMTEL                    |
| 2009-10   | GAMTEL (1)                 | 3-0                     | Hawks                     |
| 2010-11   | GAMTEL (2)                 | 2-0                     | Gambia Ports Authority    |
| 2011-12   | GAMTEL (3)                 | 3-0                     | Interior FC               |
| 2012-13   | GAMTEL (4)                 | 1-1 (prò.) (3-1 p)      | Seaview                   |
| 2013-14   | Banjul United (1)          | 1-0                     | Hawks                     |
| 2014-15   | Wallidan (23)              | 2-0                     | GAMTEL                    |
| 2015-16   | Brikama United (1)         | 1-0                     | Bombada United            |
| 2016-17   | Hawks (4)                  | 1-1 (prò.) (7-6 p)      | Real de Banjul            |
| 2017-18   | Armed Forces (1)           | 4-3                     | Brikama United            |
| 2018-19   | Real de Banjul (4)         | 1-0                     | Red Hawks                 |
| 2019-20   | No es disputà              | No es disputà           | No es disputà             |
| 2020-21   | No es disputà              | No es disputà           | No es disputà             |
| 2021-22   | Wallidan (24)              | 0-0 (prò.) (4-2 p)      | Brikama United            |
| 2022-23   | No es disputà              | No es disputà           | No es disputà             |
| 2023-24   | Medina United (1)          | 0-0 (prò.) (3-2 p)      | TMT                       |